# Valencinia longirostris
Valencinia longirostris är en djurart som tillhör fylumet slemmaskar, och som beskrevs av Jean Louis Armand de Quatrefages de Bréau 1846. Valencinia longirostris ingår i släktet Valencinia och familjen Valenciniidae. Inga underarter finns listade i Catalogue of Life.